# سفارة تركيا في الصين
سفارة تركيا في الصين هي أرفع تمثيل دبلوماسي لدولة تركيا لدى الصين. تقع السفارة في بكين وهي تهدف لتعزيز المصالح التركية في الصين.

## وصلات خارجية
- قائمة سفارات تركيا
- قائمة السفارات في الصين